# Chora
Chora (tur. Kariye Camii, gr. ἡ Ἐκκλησία του Ἅγιου Σωτῆρος ἐν τῃ Χώρᾳ) – meczet w Stambule w Turcji, a w przeszłości kolejno świątynia chrześcijańska, meczet i muzeum. Usytuowany w dystrykcie Edirnekapı. Znajdował się on poza murami miejskimi, stąd jego nazwa: „Kościół za murami” lub „Kościół na wsi”, czyli właśnie Chora.

## Historia
Pierwszy kościół w tym miejscu wybudowano w IV w.  W XI w. w miejscu pierwszego kościoła Maria Dukaina ufundowała kolejny, który zachował się do czasów współczesnych. Izaak I Komnen odrestaurował go i powiększył. W XIV w. dołączono do kościoła zewnętrzny narteks i paraklezjon (komnatę grobową).
W 1511 kościół został zamieniony na meczet. W latach 1948–2020 świątynia pełniła rolę muzeum. Budowla posiada bogatą kolekcję mozaik i fresków, odkrytych pod warstwą wapna, którym przykryto mozaiki, gdy zamieniano kościół na meczet.
W 2020 na mocy dekretu Recepa Tayyipa Erdoğana świątynia została ponownie przekształcona w meczet. 

## Wystrój wnętrza

### Główna część kościoła
W głównej części – naos znajdują się kolorowe mozaiki z XIV w. na marmurowych podłogach i ścianach. W absydzie znajduje się nisza modlitewna. Po prawej stronie absydy znajduje się wizerunek Dzieciątka Jezus i Marii, po lewej Jezusa. Obie mozaiki są silnie uszkodzone. Nad drzwiami wejściowymi zachował się w dobrym stanie obraz przedstawiający śmierć Marii: leżąca Maria, wokół jej łoża stoją: Jezus trzymający niemowlę (symbol duszy Marii), apostołowie i aniołowie. W przedsionkach znajdują się mozaiki – sceny, które przedstawiają pochodzące z głównie z Nowego Testamentu, apokryfów opowiadających o dzieciństwie i narodzinach Marii. Mozaiki są zrobione z kamieni rzecznych pochodzących z okolic Stambułu, Morza Marmara.

### Hall wejściowy

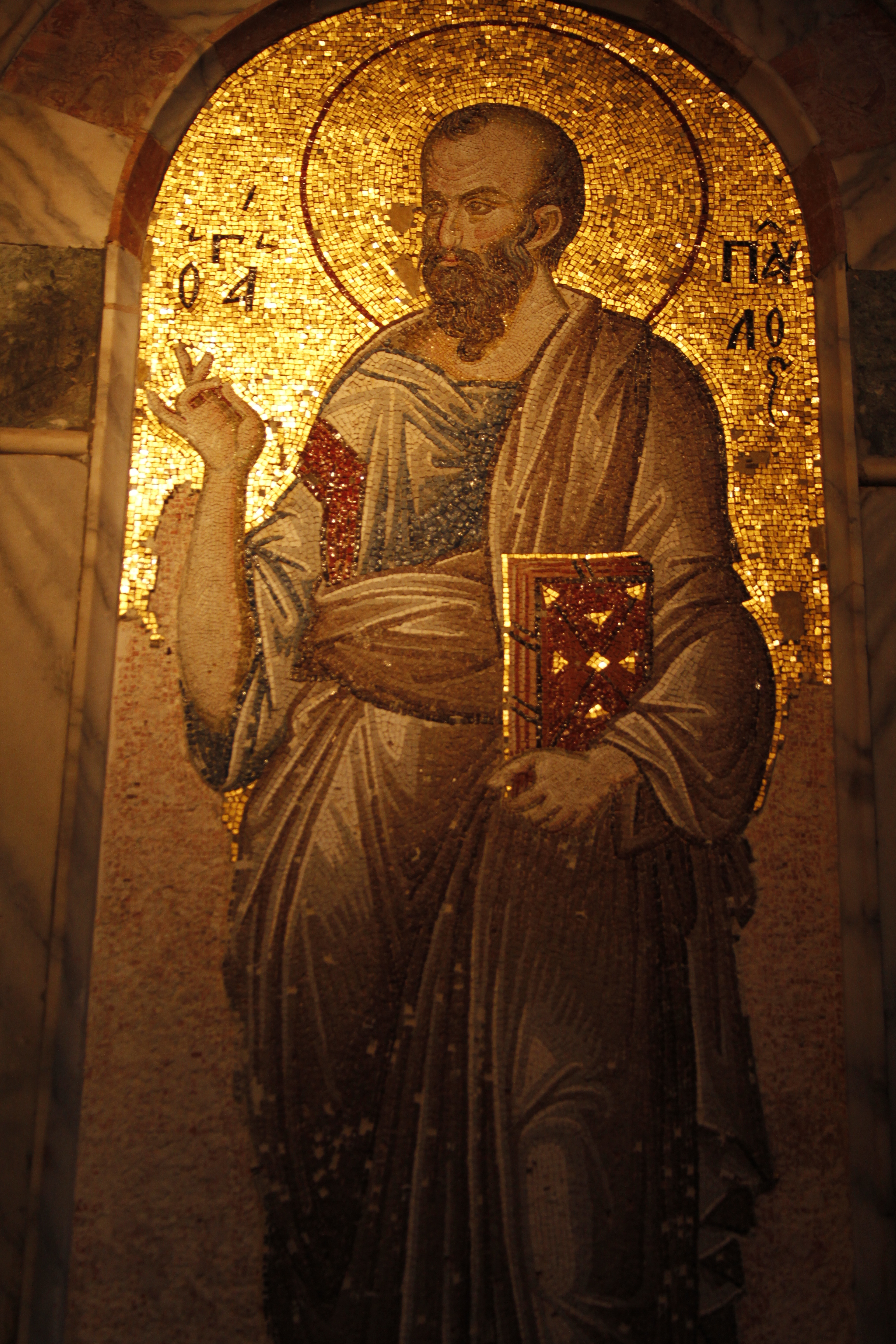
Św. Paweł, narteks wewnętrzny

Sceny ułożono chronologicznie, od lewej strony wejścia do wewnętrznego narteksu, gdzie przedstawiono zwiastowanie narodzin Marii jej matce Annie przez anioła, następnie przedstawiono narodziny Marii, dzieciństwo, zaślubiny z Józefem. Przy wejściu z narteksu do sali głównej przedstawiono Św. Piotra i Pawła, ponad drzwiami portret Teodora Metochdesa, który odnowił kościół w XIV w., postać Jezusa Pantokratora. W kopule wewnętrznego przedsionka na prawo od wejścia przedstawiono Proroków i świętych Starego i Nowego Testamentu. Poniżej znajdują się: uleczenie ślepca przez Jezusa i obudzenie zmarłego. Tu znajduje się również mozaika przedstawiająca Jezusa, Marię, Izaaka Komnena, siostrę zakonną Melanię. 
W zewnętrznym przedsionku znajduje się obraz przedstawiający podróż Marii i Józefa do Betlejem, Boże Narodzenie. Dalej jest kuszenie Jezusa przez Szatana. Nad wejściem znajduje się scena cudu w Kanie Galilejskiej oraz cudownego rozmnożenia chleba. Nad drzwiami wejściowymi przedstawiono modlącą się Marię, ponad wrotami w wewnętrznym narteksie – Jezusa Pantokratora w geście błogosławienia. Po prawej stronie za wejściem do zewnętrznego narteksu umieszczono poszukiwanie Dzieciątka Jezus przez Heroda, rzeź niewiniątek.

### Paraklezjon

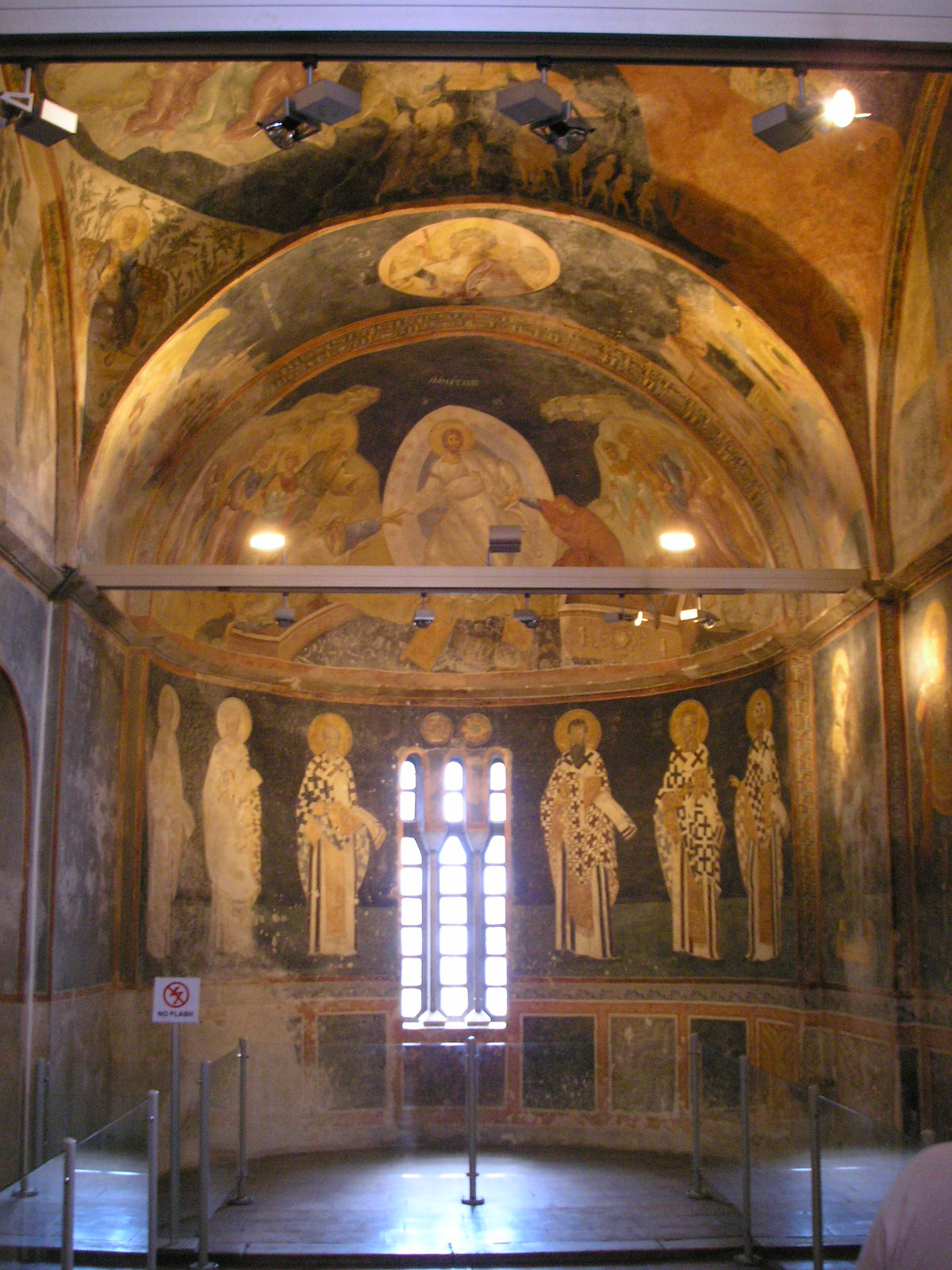
Paraklezjon

Został zbudowany w XIV w., wraz z zewnętrznym przedsionkiem ma kształt litery „L”. W półkopule przedstawiono scenę Anastasis, czyli Jezus zstępujący do piekieł i uwalniający Adama i Ewę. Na łuku przed tą sceną przedstawiono scenę Sądu Ostatecznego. W kopule korytarza umieszczono postacie Jezusa i Marii otoczone przez świętych. Ściany boczne pokrywają sceny ze Starego Testamentu.